# Селюки з Беверлі-Гіллз
Селюки з Беверлі-Хіллс (англ. The Beverly Hillbillies) — комедійний фільм 1993 року.

## Сюжет
Комедія про сімейку з самого серця американської глибинки. Глава сім'ї випадково виявив в болоті величезні запаси нафти. Він продав землю за мільярд доларів і переїхав разом з родиною в «місто багачів» — Беверллі Хіллс. Селюки з Арканзасу нахабно змішалися з самими вершками американського суспільства.